# PFK Sumy
PFK Sumy (ukr. Професійний футбольний клуб «Суми», Profesijnyj Futbolnyj Kłub "Sumy") – ukraiński klub piłkarski z siedzibą w Sumach.

## Historia
Chronologia nazw:
- wrzesień 2008: FK Sumy (ukr. ФК «Суми»)
- lipiec 2010: PFK Sumy (ukr. ПФК «Суми»)
- 28 czerwca 2019: klub rozwiązano

Klub piłkarski FK Sumy został założony w Sumach we wrześniu 2008 roku, po przeniesieniu klubu Jawir Krasnopole do stolicy obwodu. Po tym, jak w stolicy obwodu Sumach od 2007 roku nie było żadnego klubu profesjonalnego, to zdecydowano o przeniesieniu po raz drugi innego profesjonalnego klubu do Sum. Załatwiono wszystkie formalności i w sezonie 2008/09 nowo utworzony klub w Sumach zajął miejsce Jaworu Krasnopole w Drugiej Lidze.
Po zakończeniu sezonu 2009/10 przez zobowiązania klubu przed piłkarzami FK Sumy został zdyskwalifikowany przez PFL. 9 lipca 2010 klub po reorganizacji (PFK Sumy) został ponownie dopuszczony do rozgrywek przez PFL. Nowym właścicielem klubu został Konstantin Grigoriszyn, rosyjski biznesmen, główny udziałowiec Spółki Akcyjnej "Sumskie NPO im.Frunze".
11 kwietnia 2019 z powodu ustawiania wyników meczów klub został dyskwalifikowany z rozgrywek i pozbawiony statusu profesjonalnego. 19 kwietnia podał apelacje do decyzji PFL.
28 czerwca 2019 klub został oficjalnie skreślony z listy klubów profesjonalnych i rozwiązany.

## Sukcesy
- 6 miejsce w Drugiej Lidze: 2005/06
- 1/8 finału Pucharu Ukrainy: 2002/03

## Trenerzy
- 09.2008–03.2009:  Wołodymyr Bohacz
- 04.2009–06.2010:  Wałerij Bermudes
- 16.07.2010–17.06.2011:  Ihor Żabczenko
- 28.06.2011–11.04.2013:  Ihor Zachariak
- 11.04.2013–1?.04.2013:  Serhij Strasznenko (p.o.)
- 1?.04.2013–17.06.2013:  Andrij Kononenko (p.o.)
- 17.06.2013–18.05.2014:  Andrij Kononenko
- 18.05.2014–01.07.2014:  Serhij Strasznenko (p.o.)
- 01.07.2014–03.09.2016:  Jurij Jaroszenko
- 16.09.2016–24.01.2017:  Pawło Kikot'
- 25.01.2016–01.03.2017:  Wołodymyr Luty
- 01.03.2017–22.06.2017:  Anatolij Bezsmertny
- 26.06.2017–31.08.2017:  Ilja Blizniuk
- 31.08.2017–10.01.2018:  Bohdan Jesyp
- 28.02.2018–31.12.2018:  Serhij Zołotnycki
- 03.02.2019–19.03.2019:  Ołeksandr Olijnyk (p.o.)
- 19.03.2019–31.05.2019:  Ołeh Łutkow

## Inne
- Ahrotechserwis Sumy
- Frunzenec-Liha-99 Sumy
- Jawir Krasnopole
- Spartak Sumy